# Monténégro au Concours Eurovision de la chanson 2017
Le Monténégro est l'un des quarante-deux pays participants du Concours Eurovision de la chanson 2017, qui se déroule à Kiev en Ukraine. Le pays est représenté par le chanteur Slavko Kalezić et sa chanson Space. Terminant 16e avec 56 points en demi-finale, le pays ne se qualifie pas pour la finale.

## Sélection

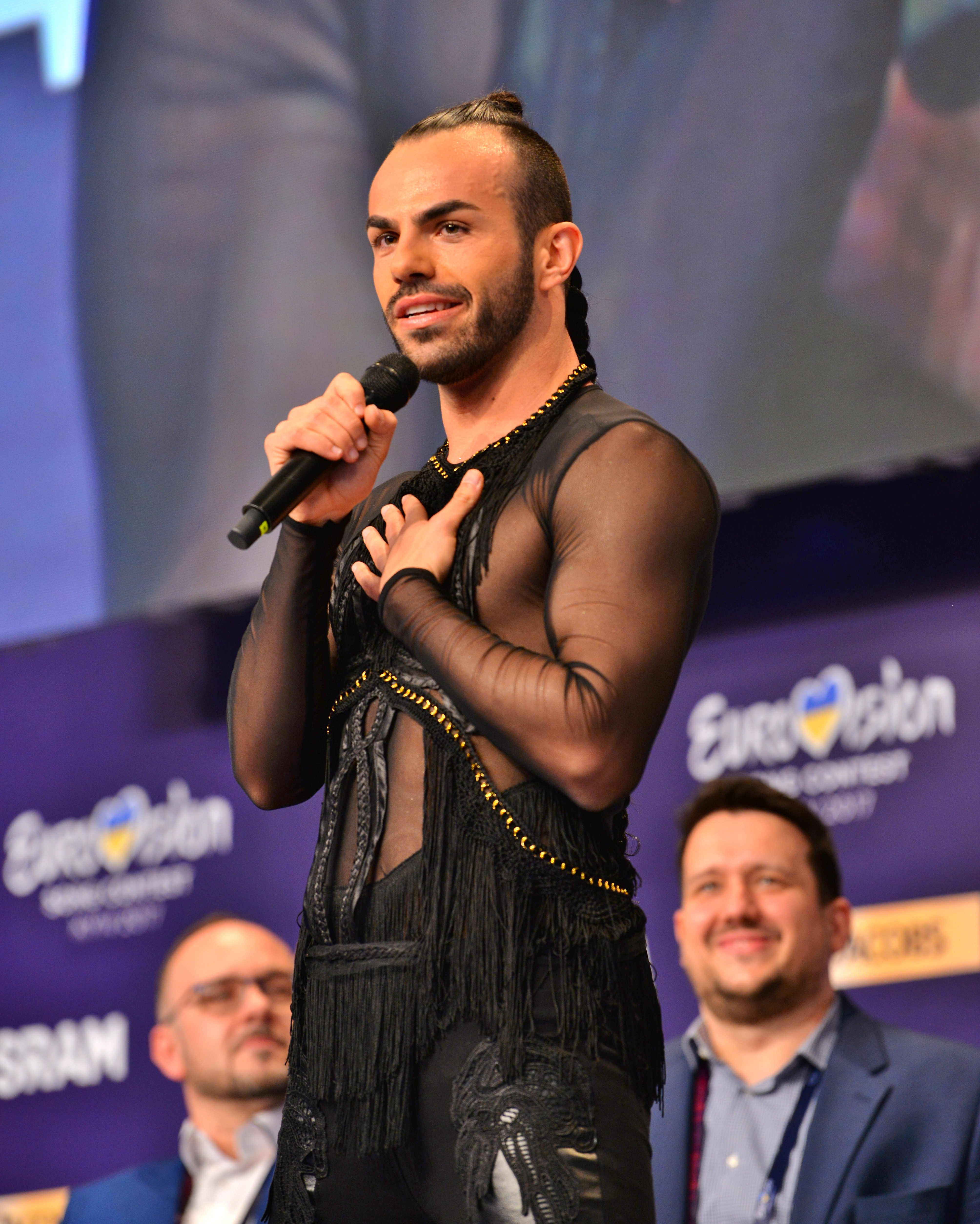
Slavko Kalezić au Concours Eurovision de la chanson 2017.

Le diffuseur monténégrin RTCG confirme sa participation le 23 septembre 2016. Le 29 décembre 2016, il annonce que le pays sera représenté par Slavko Kalezić. Sa chanson, intitulée Space, est publiée le 10 mars 2017.

## À l'Eurovision
Le Monténégro participe à la première demi-finale, le 9 mai 2017. Arrivé 16e avec 56 points, le pays ne s'est pas qualifié pour la finale.